# Cinclosoma
Cinclosoma (kwartellijsters) is een geslacht van zangvogels uit de familie Cinclosomatidae.

## Soorten
Het geslacht kent de volgende soorten:
- Cinclosoma ajax  – Nieuw-Guinese kwartellijster
- Cinclosoma alisteri  – Nullarborkwartellijster
- Cinclosoma castaneothorax  – Bruinborstkwartellijster
- Cinclosoma castanotum  – Roodrugkwartellijster
- Cinclosoma cinnamomeum  – Bruine kwartellijster
- Cinclosoma clarum  – Koperrugkwartellijster
- Cinclosoma marginatum  – Westelijke kwartellijster
- Cinclosoma punctatum  – Gevlekte kwartellijster